# Moshono
Moshono è una circoscrizione urbana (urban ward) della Tanzania situata nel distretto urbano di Arusha, regione di Arusha. Conta una popolazione di 26 890 abitanti (censimento 2022).